# Loja (cidade)
Loja é uma pequena cidade do Equador, localizada na zona oriental da província de Loja, na parte sul do Equador, ao sul dos Andes equatorianos. A cidade é capital da província homônima e do cantão e possui mais de 200 mil habitantes.
Tem uma rica tradição nas artes, sendo reconhecida como a Capital Musical e Cultural do Equador. Existem aqui duas universidades importantes, a Universidade de Loja e a Universidade Técnica Particular de Loja.

## História
Foi fundada em 8 de dezembro de 1548 pelo capitão Alonso de Mercadilho como Vila da Limpa Conceição de Loja em honra da Virgem Maria e da cidade espanhola.
Antes da chegada dos conquistadores a região estava habitada pelos indígenas Paltas e após pelos Incas que vieram do Peru para conquistar essas terras em 1460. No século XVI, os espanhóis decobriram as minas de ouro de Zaruma no Litoral e de Zamora na parte oriental. Loja virou num importante centro mineiro durante a colônia. No século XVIII, nas florestas dos arredores foi descoberta uma planta milagrosa: a Quina (Cinchona officinalis), famosa por ter sido a cura da mulher do Vice-Rei do Peru quem estava doente de fevre amarela. Desde lá, a região ficou famosa aparecendo nas pesquisas da Missão Geodésica Francesa em 1736 ou nos estudos botânicos de Celestino Mutis em 1780.

## Música
Com a chegada da Ordem religiosa dos Dominicos no século XVI chegou o ensino do evangelho e da música. Dizem os cronistas de Índias que os nativos tinham muita habilidade para cantar, pintar e entalhar. Assim, as artes foram desenvolvidas ao longo do período colonial e, graças à paixão de seus habitantes, Loja é conhecida como a Capital Musical do Equador. Mais de um 70 por cento dos lojanos cantam e interpretam algum instrumento musical (principalmente o violino e o violão). Hoje, a cidade conta com uma Orquestra Sinfónica Nacional, outra Orquestra da Prefeitura, vários grupos corais além de ser o berço de inúmeros cantores e compositores de música popular equatoriana.

## Cultura e ecologia
Loja ganhou vários prêmios por ser uma cidade ecológica única no país graças a sua planta de tratamento do lixo.

Quando for lá, deve visitar o Mercado, uma jóia da limpeza da cidade. No Centro Histórico se encontram as maiores atrações:
- o Parque São Sebastião com a Torre;
- a Catedral;
- antigo Museu do Banco Central, atual Museu da História e Cultura Lojana .;
- a Praça e convento de São Francisco;
- a Praça e convento de Santo Domingo;
- a Porta da Cidade;
- o imperdível Museu da Música.

Não perca a visita ao Parque Jipiro, um sítio natural onde foram construídas réplicas de prédios famosos do mundo. Em setembro é realizada a Feira Binacional Equador-Peru além da procissão em honra da Virgem de El Cisne.